# Интернет общество
„Интернет общество“ (на английски: Internet Society, ISOC) е международна професионална организация, занимаваща се с развитието и осигуряването на достъпност до мрежата интернет. Организацията наброява повече от 20 000 отделни членове и над 100 организации членки в 180 страни. „Интернет общество“ осигурява организационна рамка за редица други консултантски и изследователски групи, участващи в развитието на интернет, включително IETF и IAB.

## Задачи на организацията
„Интернет общество“ има за цел да насърчава развитието на интернет, да разработва нови интернет технологии и да гарантира достъпност до World Wide Web в глобален мащаб. Официално ISOC е нетърговска образователна организация. Тя има офиси във Вирджиния (САЩ) и Женева (Швейцария). ISOC официално притежава правата върху всички документи на RFC и полага много усилия за практическото прилагане на стандартите за интернет, описани в RFC.

Официално мисията на ISOC звучи така: 
| „ | Promote the open development, evolution, and use of the Internet for the benefit of all people throughout the world. (Популяризиране на открито развитие, еволюция и използване на интернет за благото на всички жители на земята.) | “ |
| Годишен обзор на Internet Society за 2009 г. (PDF) // Internet Society, 2009. Архивиран от оригинала на 2012-07-04. Посетен на 26 януари 2017. (на руски) | |   |

„Интернет общество“ се занимава не само с информационна и образователна дейност. ISOC също финансира и координира обществени инициативи, свързани с интернет. Организацията спонсорира множество мероприятия по целия свят (преди всичко в развиващите се страни), насочени към популяризиране на интернет и усвояване на навици за работа в уеб сред широки слоеве от населението. „Интернет общество“ се занимава също със следене на мрежовата статистика и провеждане на маркетингови изследвания.
До преди няколко години ISOC провеждаше голямата конференция „International Networking“ (INET), на която се събираха представители на националните интернет общества и се обсъждаха въпроси за по-нататъшното развитие и стандартизацията на глобалната мрежа.

## Кратка история
„Интернет общество“ е основано през 1992 г., за да осигури корпоративна структура за организациите, занимаващи се с развитието на интернет, подобно на IETF. Проблемът е бил в това, че IETF и подобни на нея организации са били и си остават достатъчно неформални от юридическа гледна точка, но се нуждаят от финансова подкрепа и определен правен статус. Именно с тази цел се създава „Интернет общество“.
През 2012 г. „Интернет общество“ учредява Зала на славата на интернет.